# Didier Casas
Pour les articles homonymes, voir Casas.
Didier Casas, né le 10 juillet 1970 à Annecy, est un haut fonctionnaire et dirigeant d'entreprise français.
Ancien élève de l’École nationale d’administration (ENA) et maître des requêtes au Conseil d’État, il a été directeur général adjoint de Bouygues Telecom,, puis secrétaire général et membre du comité exécutif du groupe TF1,.
Depuis le 12 octobre 2022, il est secrétaire général et membre du comité exécutif de Bouygues SA,. Il est également membre du Conseil d'administration de Colas.
Il a été membre du Conseil d'administration de la SNCF entre décembre 2019 et janvier 2022.

## Formation
Titulaire d’un DEA de droit de l’université de Grenoble (1993), Didier Casas est diplômé de l’Institut d’études politiques de Grenoble. Il intègre par la suite la promotion Valmy de l’ENA (1996-1998).

## Carrière
À sa sortie de l’ENA, Didier Casas intègre le Conseil d’État. Auditeur puis Maître des requêtes, il a été Commissaire du gouvernement auprès de l’assemblée du contentieux et des autres formations de jugement (2004-2007) et s’est spécialisé dans le contentieux de droit public économique, après avoir été rapporteur auprès de la cour de discipline budgétaire et financière (2000-2004).
Parallèlement, il a également été maître de conférences à Sciences-Po (1998-2000 puis 2009-2011) et à l’École Nationale d’Administration (2001-2004) et, enfin, professeur associé à la faculté de droit de Poitiers de 2005 à 2008.
En 2008, il rejoint la banque de financement public Dexia Crédit local comme secrétaire général puis, en 2011, Bouygues Telecom. Secrétaire général et porte-parole, il est nommé directeur général adjoint en 2016. Membre du comité de direction générale, il est alors chargé des affaires publiques, des directions juridique et réglementaire, de la communication, des achats et des ressources humaines,.
Didier Casas est élu président de la Fédération française des télécoms en mai 2016, pour un mandat d’un an. À ce titre, il rappelle la contribution des opérateurs de télécommunication à la compétitivité et à la croissance du pays et en appelle à un rééquilibrage des politiques publiques dans le cadre d’un « Digital Act » à la française,. En mars 2018, il est à nouveau élu à la tête de la fédération professionnelle des télécoms. Il précise, à cette occasion, que l'aménagement numérique du territoire sera la priorité de son mandat, de même que les questions relatives à la responsabilité des opérateurs,.
Didier Casas a également présidé le Comité de filière "Infrastructures numériques", qui regroupe l'ensemble des professionnels actifs dans le domaine du déploiement, de la maintenance et de l'exploitation des réseaux de communication électronique (fibre optique, réseaux hertziens...).
Le 18 septembre 2020, il rejoint le groupe TF1 en tant que secrétaire général et membre de son comité exécutif. A ce poste, il aura la responsabilité des relations institutionnelles, des dossiers réglementaires, des affaires juridiques, des sujets relatifs à la déontologie et à l'éthiqueet, enfin, du projet de rachat du groupe M6, annoncé en juillet 2021 et qui n'aura finalement pas lieu.
Le 12 octobre 2022, il est nommé secrétaire général de Bouygues SA. Il est chargé de la filière juridique, du secrétariat général et des affaires publiques du groupe industriel français. Il est également responsable des sujets relatifs à l'éthique et à la déontologie et à la conformité des métiers du groupe, de même que des relations avec l'Autorité des marchés financiers.

## Engagement politique
Durant ses études, entre 1994 et 1995, Didier Casas a été l'assistant parlementaire de Michel Destot, député (PS) de la 3e circonscription de l’Isère.
En décembre 2015, Emmanuel Macron, alors ministre de l’économie, de l’industrie et du numérique et Patrick Kanner, ministre de la ville, de la jeunesse et des sports lui confient une mission pour favoriser la mobilisation civique dans les entreprises.
Le 31 janvier 2017, Didier Casas se met en congé sans solde durant 4 mois pour rejoindre le mouvement En marche ! d’Emmanuel Macron, en vue de préparer les élections présidentielles de mai 2017. Il intègre le « pôle idées », s'occupe de l’élaboration du programme du candidat, dont il sera le conseiller spécial pour les questions régaliennes : défense, sécurité, immigration, laïcité, institutions et libertés publiques,.
À ce titre, en avril 2017, il cosigne avec Mounir Mahjoubi, une tribune consacrée à la lutte contre l’apologie du terrorisme sur internet qui, tout en réaffirmant la nécessité de protéger le secret des correspondances, plaide pour un renforcement de la collaboration des acteurs du numérique avec les services de justice et de police.
À l’issue des élections présidentielles, Didier Casas retrouve son poste de directeur général adjoint de Bouygues Telecom.
En octobre 2017, le Premier ministre et la Garde des Sceaux le nomment, ainsi que Jean-François Beynel, Premier président de la Cour d'appel de Grenoble, référent d'un des cinq grands chantiers de la justice. Dans ce cadre, en janvier 2018, il rend public un rapport sur la transformation numérique de la justice, qui insiste notamment sur la médiation numérique, mode amiable de résolution des litiges facilité par les nouvelles technologies. Ce rapport inspire la Loi de programmation 2018-2022 et de réforme pour la justice.

## Mandats, autres activités
Didier Casas a présidé la fondation d’entreprise Bouygues Telecom.
Il est administrateur du foyer d’entraide de la légion étrangère depuis juillet 2014.
Le 31 décembre 2019, il est nommé membre du Conseil d'administration de la SNCF, mandat dont il démissionne en janvier 2022 au moment où il rejoint le comité exécutif du groupe Bouygues.
Il est expert auprès du Club des juristes et, à ce titre, contribue à plusieurs événements et publications. En juin 2023, il est ainsi intervenu aux côtés, notamment, de François Sureau, Nicole Belloubet et Anne Levade, au colloque "La politique contre le droit" organisé à l'Université de Pau.

## Distinction
- Chevalier de la Légion d'honneur (2023)[35]